# Mistrzostwa Świata w Biegach Przełajowych 1999
27. Mistrzostwa Świata w Biegach Przełajowych – zawody lekkoatletyczne, które odbyły się 27 i 28 marca 1999 roku w Belfaście (Irlandia Północna).
W drodze na mistrzostwa, po przylocie do Londynu, dwóch etiopskich biegaczy (Yitbarek Eshetu i Geremew Hailu) opuściło ekipę. Ich miejsce zajęli dwaj młodsi zawodnicy – jeden z nich, Hailu Mekonnen zdobył niespodziewanie brązowy medal mistrzostw.

## Rezultaty

### Seniorzy (długi dystans)

#### Indywidualnie
| Medal  | Zawodnik      | Czas      |
| Złoto  | Paul Tergat   | 38:28 min |
| Srebro | Patrick Ivuti | 38:32 min |
| Brąz   | Paulo Guerra  | 38:46 min |

#### Drużynowo
| Medal  | Zawodnik                                                                                       | Punkty |
| Złoto  | Kenia Paul Tergat (1) Patrick Ivuti (2) Joshua Chelanga (4) Evans Ruto (5)                     | 12 pkt |
| Srebro | Etiopia Habte Jifar (9) Assefa Mezgebu (11) Girma Tolla (17) Tesfaye Tola (20)                 | 57 pkt |
| Brąz   | Portugalia Paulo Guerra (3) Domingos Castro (10) Eduardo Henriques (14) Alberto Maravilha (49) | 76 pkt |

### Seniorzy (krótki dystans)

#### Indywidualnie
| Medal  | Zawodnik             | Czas      |
| Złoto  | Benjamin Limo        | 12:28 min |
| Srebro | Paul Malakwen Kosgei | 12:31 min |
| Brąz   | Hailu Mekonnen       | 12:35 min |

#### Drużynowo
| Medal  | Zawodnik                                                                             | Punkty |
| Złoto  | Kenia Benjamin Limo (1) Paul Malakwen Kosgei (2) James Koskei (5) Daniel Gachara (6) | 14 pkt |
| Srebro | Maroko El Hassan Lahssini (9) Mohammed Amyn (10) Adil Kaouch (11) Ahmed Baday (15)   | 45 pkt |
| Brąz   | Etiopia Hailu Mekonnen (3) Million Wolde (4) Alene Emere (18) Berhanu Addane (30)    | 55 pkt |

### Juniorzy

#### Indywidualnie
| Medal  | Zawodnik        | Czas      |
| Złoto  | Hailu Mekonnen  | 25:38 min |
| Srebro | Richard Limo    | 25:43 min |
| Brąz   | Kipchumba Mitei | 25:45 min |

#### Drużynowo
| Medal  | Zawodnik | Punkty |
| Złoto  | Kenia    | 16 pkt |
| Srebro | Etiopia  | 24 pkt |
| Brąz   | Tanzania | 77 pkt |

### Kobiety (długi dystans)

#### Indywidualnie
| Medal  | Zawodnik        | Czas      |
| Złoto  | Gete Wami       | 28:00 min |
| Srebro | Merima Denboba  | 28:12 min |
| Brąz   | Paula Radcliffe | 28:12 min |

#### Drużynowo
| Medal  | Zawodnik                                                                             | Punkty |
| Złoto  | Etiopia Gete Wami (1) Merima Denboba (2) Ayelech Worku (4) Leila Aman (11)           | 18 pkt |
| Srebro | Kenia Susan Chepkemei (5) Jane Ngotho (6) Jane Omoro (7) Leah Malot (9)              | 27 pkt |
| Brąz   | Portugalia Helena Sampaio (8) Ana Dias (13) Conceiçao Ferreira (30) Mónica Rosa (43) | 94 pkt |

### Kobiety (krótki dystans)

#### Indywidualnie
| Medal  | Zawodnik                | Czas      |
| Złoto  | Jackline Maranga        | 15:09 min |
| Srebro | Yamna Oubouhou-Belkacem | 15:16 min |
| Brąz   | Annemari Sandell        | 15:17 min |

#### Drużynowo
| Medal  | Zawodnik | Punkty |
| Złoto  | Francja Yamna Oubouhou-Belkacem (2) Fatima Maamma-Yvelain (9) Blandine Bitzner-Ducret (10) Céline Rajot (19) | 40 pkt |
| Srebro | Etiopia Almitu Bekele (6) Kutre Dulecha (12) Lulit Legesse (14) Genet Gebregiorgis (16)                      | 48 pkt |
| Brąz   | Maroko Asmae Leghzaoui (7) Seloua Ouaziz (13) Zhor El Kamch (13) Saliha Khaldoun (25)                        | 69 pkt |

### Juniorki

#### Indywidualnie
| Medal  | Zawodnik         | Czas      |
| Złoto  | Werknesh Kidane  | 21:26 min |
| Srebro | Vivian Cheruiyot | 21:37 min |
| Brąz   | Yoshiko Fujinaga | 21:41 min |

#### Drużynowo
| Medal  | Zawodnik | Punkty |
| Złoto  | Etiopia  | 20 pkt |
| Srebro | Kenia    | 31 pkt |
| Brąz   | Japonia  | 46 pkt |

## Tabela medalowa
| Miejsce | Kraj            | Złoto | Srebro | Brąz | Razem |
| 1.      | Kenia           | 6     | 6      | 1    | 13    |
| 2.      | Etiopia         | 5     | 4      | 2    | 11    |
| 3.      | Francja         | 1     | 1      | 0    | 2     |
| 4.      | Maroko          | 0     | 1      | 1    | 2     |
| 5.      | Portugalia      | 0     | 0      | 3    | 3     |
| 6.      | Japonia         | 0     | 0      | 2    | 2     |
| 7.      | Wielka Brytania | 0     | 0      | 1    | 1     |
| 7.      | Finlandia       | 0     | 0      | 1    | 1     |
| 7.      | Tanzania        | 0     | 0      | 1    | 1     |